# Bernhard Wadström

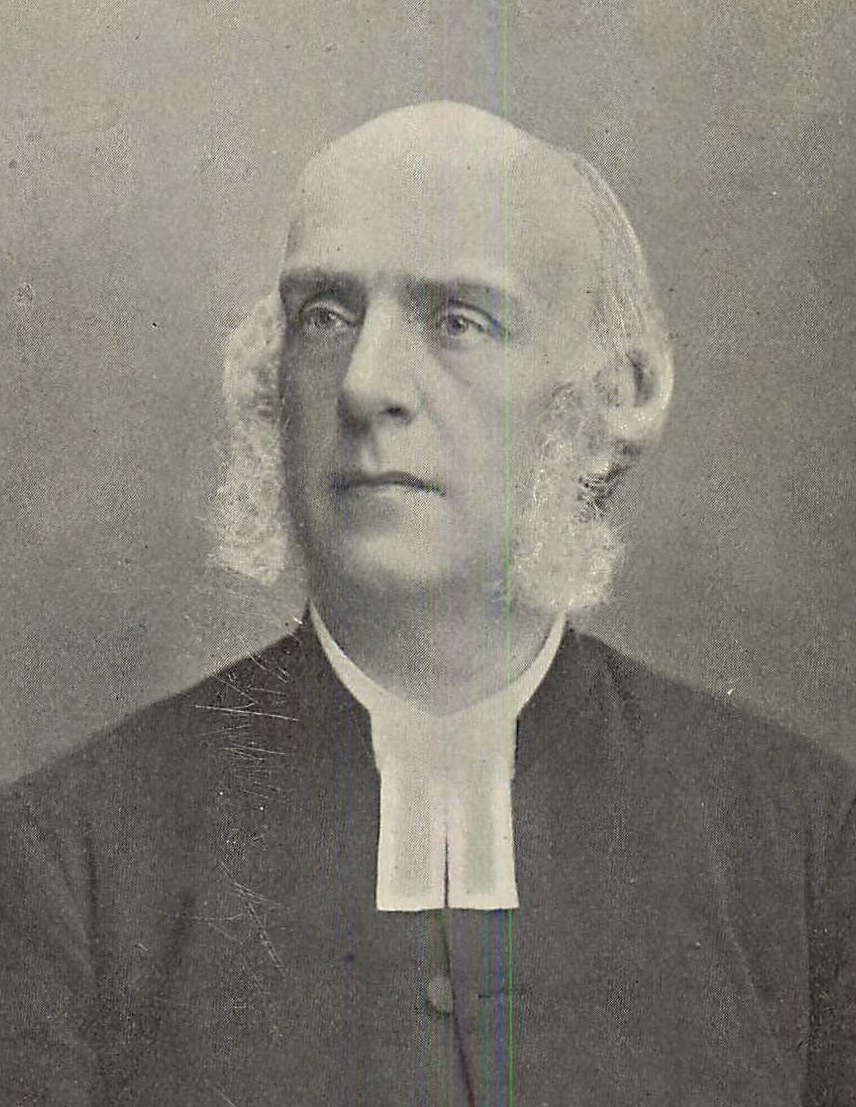
Carl Bernhard Philonegros Wadström.

Carl Bernhard  Philonegros Wadström, född den 22 maj 1831, död den 9 april 1918, var en svensk präst, författare och samlare.

## Biografi
Wadström var son till författaren och ämbetsmannen Carl Gustaf Wadström samt far till författarinnan Frida Stéenhoff och politikern Ellen Hagen. Han avlade studentexamen i Uppsala på hösten 1848, varefter han var lärare i greve Fredrik Stackelbergs hem i Tyresö socken. Han återupptog sina studier vid Uppsala universitet 1851 och avlade kansliexamen 1853. Hans planer på att ta hovrättsexamen hindrades av en ögonsjukdom. 
År 1856 avlade han prästexamen i Uppsala och deltog, tillsammans med bland andra Carl Olof Rosenius och Hans Jakob Lundborg, i bildandet av Evangeliska fosterlandsstiftelsen. Efter prästvigning 1859 tjänstgjorde han som adjunkt i Klara, Katarina och Jakobs församlingar i Stockholm. En nervsjukdom hindrade honom 1867–1881 att utöva prästtjänsten men 1881 blev han komminister i Klara i Stockholm. År 1875 lämnade han Fosterlandsstiftelsens styrelse efter en meningsmotsättning.
Wadström utgav under senare delen av 1800-talet ett stort antal skrifter och tidningar med historiskt och andligt innehåll. Bland annat gav han under åren 1870–1891 ut tidskriften Förr och nu - Illustrerad läsning för hemmet. Han samlade ihop en mycket stor porträttsamling av gravyrer och tryck, över 280 000 blad, varav den svensk-finska avdelningen, omfattande 36 000 blad, såldes 1893 till ett finskt konsortium, som lät delegationen för Antellska samlingarna överta köpet. Därefter samlade Wadström en ny svensk-finsk och en svensk-amerikansk porträttkollektion, omkring 49 000 blad, som ingår i den stora samlingen.
Wadström var först gift med Helga Westdahl och från 1883 med Tekla Lovisa Broberg. Han är begravd på Solna kyrkogård.